# Městská památková rezervace České Budějovice

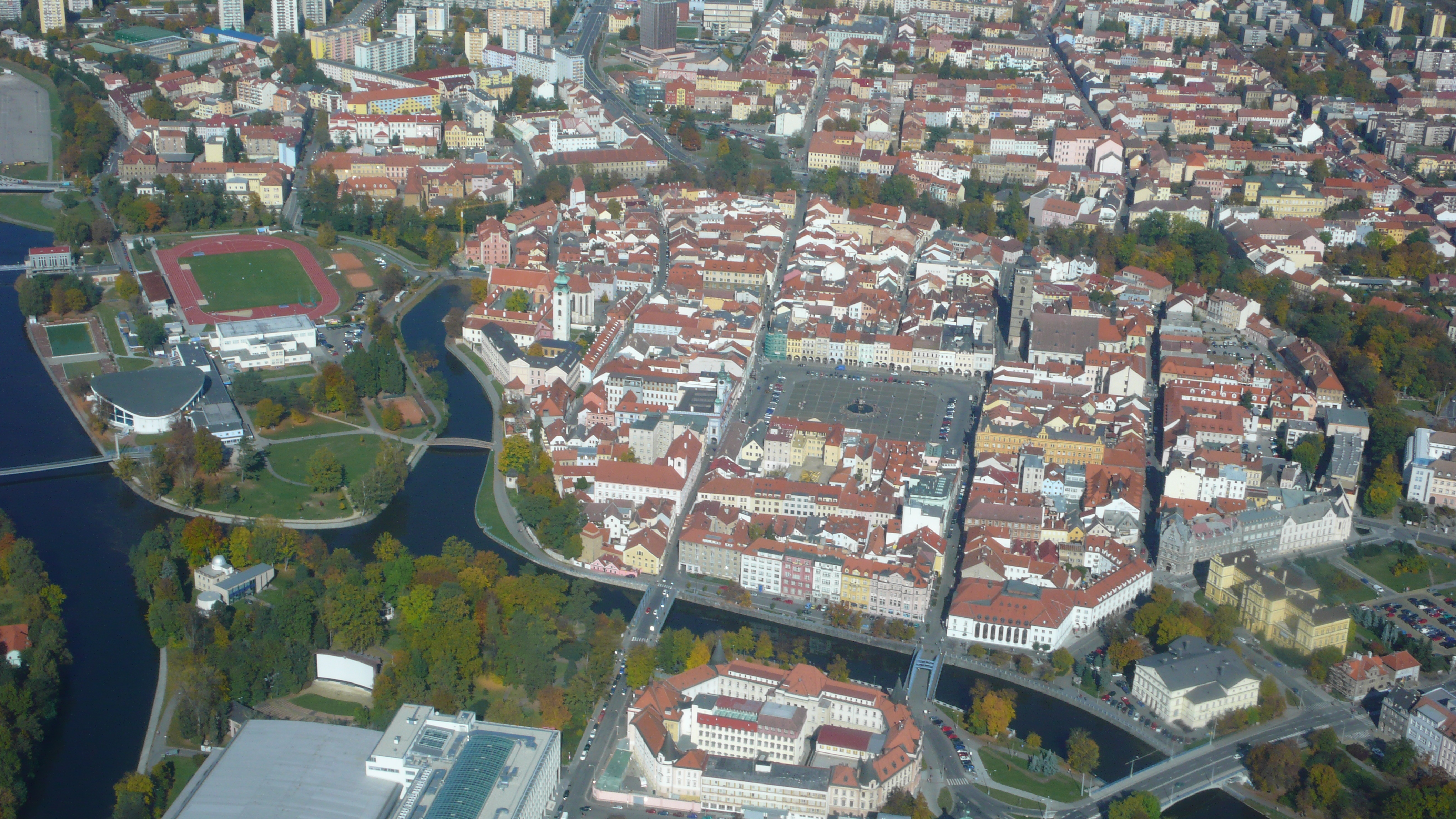
Letecký pohled na historické centrum Českých Budějovic

Městská památková rezervace České Budějovice je městská památková rezervace (MPR) v Českých Budějovicích, která byla vyhlášena Výnosem Ministerstva kultury ČSR čj. 7.096/80-VI/1 ze dne 19. března 1980.

## Popis
MPR České Budějovice je ohraničena na severu a západě ulicí a parkem Na Sadech, na jihovýchodě Senovážným náměstím, na jihu Malší a na západě Slepým ramenem. Zasahuje tak na území částí (a katastrálních území) České Budějovice 1, České Budějovice 3, České Budějovice 6 a České Budějovice 7. MPR zahrnuje hlavně historické centrum města, založeného v roce 1265 Přemyslem Otakarem II. Historické centrum města má šachovnicový půdorys a rozsáhlé náměstí, které od roku 1991 nese název Náměstí Přemysla Otakara II. Náměstí má čtvercový půdorys a z kazdého rohu náměstí vybíhají dvě ulice. Jak na náměstí, tak v přilehlých ulicích, je množství domů s klenutým podloubím. V některých z nich jsou zachovány mázhausy. Ulice jsou vesměs dlážděné.
Okolo MPR se rozkládá ochranné pásmo.

### Nejznámější kulturní památky na území MPR
Na území MPR jsou desítky kulturních památek, mezi nejznámější z nichž patří zejména Černá věž, Samsonova kašna, barokní katedrála svatého Mikuláše, radnice, gotický dominikánský klášter s kostelem Obětování Panny Marie nebo Rabenštejnská věž.

### Doprava
Dopravu na území MPR usměrňuje systém jednosměrek a pěších zón. Na území MPR je zóna s dopravním omezením, kde nejvyšší dovolená rychlost je 30 km/h. Kromě určených parkovišť zde platí zákaz zastavení s tím, že dopravní obsluze je zastavení povoleno pouze v době stanovené dodatkovou tabulkou. V zóně je vyhlášen zákaz vjezdu vozidel, jejichž okamžitá hmotnost přesahuje mez vyznačenou dodatkovou tabulkou; výjimky povoluje magistrát města.